# Contrat de transition professionnelle
 (octobre 2008).
Si vous disposez d'ouvrages ou d'articles de référence ou si vous connaissez des sites web de qualité traitant du thème abordé ici, merci de compléter l'article en donnant les références utiles à sa vérifiabilité et en les liant à la section « Notes et références ».
Pour les articles homonymes, voir CTP.
Parallèlement à la mise en place de la convention de reclassement personnalisé (CRP), le gouvernement a instauré par ordonnance du 14 avril 2006, à titre expérimental sur sept bassins d’emploi, un nouveau dispositif de sécurisation des parcours professionnels: le contrat de transition professionnelle (CTP). 
Depuis le 1er septembre 2011, ce dispositif a été remplacé par celui du Contrat de sécurisation professionnelle.

## Description du dispositif
Mis en place à titre expérimental dans sept bassins d'emplois (Charleville-Mézières, Montbéliard, Morlaix, Saint-Dié, Toulon, Valenciennes, Vitré, et Châteauroux depuis l'annonce du Président N.Sarkozy en janvier 09), le contrat de transition professionnelle (CTP) s'adresse aux salariés dont le licenciement économique est envisagé dans une entreprise non soumise à l'obligation de proposer un congé de reclassement. Dans les entreprises concernées, l'obligation faite à l'employeur de proposer un contrat de transition professionnelle se substitue à l'obligation de proposer une convention de reclassement personnalisé. 
Le contrat de transition professionnelle, d'une durée maximale de 12 mois, a pour objet le suivi d'un parcours de transition professionnelle pouvant comprendre des mesures d'accompagnement, des périodes de formation et des périodes de travail au sein d'entreprises ou d'organismes publics. Pendant la durée de ce contrat, et en dehors des périodes durant lesquelles il exerce une activité rémunérée, le titulaire du CTP perçoit une « allocation de transition professionnelle » égale à 80 % du salaire brut moyen perçu au cours des 12 mois précédant la conclusion du CTP.
Le CTP est signé entre le salarié concerné et la filiale de l'Association nationale pour la formation professionnelle des adultes (AFPA) spécialement créée à cet effet. Cette filiale dispose d'un correspondant dans chaque Maison de l'emploi concernée par le dispositif du CTP.
Le contrat de transition professionnelle présente des apports de nature à renforcer plus encore la sécurisation des parcours offerte par la convention de reclassement personnalisé:
- Un champ d’application plus large: le CTP est proposé à tous les salariés licenciés dans le champ de l’expérimentation quels que soient leurs droits à l’assurance chômage.

- Un accompagnement très renforcé mêlant périodes de formation et de travail : un suivi individuel du bénéficiaire par l’intermédiaire d’un référent propre (1 référent pour 30 bénéficiaires) destiné à l’accompagner dans tous les niveaux de son projet professionnel avec au moins un entretien par semaine. Le contrat de transition professionnelle peut comprendre des périodes de travail courtes, sous forme de contrat à durée déterminée conclu en application du L.122-2 1° du code du travail ou de contrat de travail temporaire pour une durée de 9  mois maximum chez plusieurs employeurs, dans des entreprises privées ou des organismes publics. Le CTP permet la sécurisation des parcours de formation reconversion et permet de développer des parcours adaptés au profil des bénéficiaires (le cas échéant formation longues, VAE).

- Une indemnisation financière très favorable : le bénéficiaire perçoit au minimum 80 % de son ancien salaire brut pendant une durée de 12 mois maximum, soit de fait quasiment l’intégralité de son salaire net antérieur compte tenu de la quasi absence de prélèvements sociaux sur l’allocation.

- Des incitations fortes au retour à l’emploi à travers des mesures financières incitant au retour à l’emploi (indemnité différentielle de reclassement, capitalisation sous forme de prime plafonnée de la moitié des droits restants à courir) et de l’aménagement d’un droit au retour à l’emploi  en cas d’échec du reclassement avant le terme initialement prévu du CTP.

## Premiers éléments sur la mise en œuvre du contrat de transition professionnelle
De la fin du mois de mai 2006 au 31 décembre 2007, 2937 salariés ont adhéré au contrat de transition professionnelle sur les 7 bassins d’emploi expérimentaux, selon la répartition suivante : 
- Charleville-Mézières 619
- Toulon 	583
- Montbéliard 313
- Valenciennes 483
- Morlaix	371
- Vitré	120
- Saint-Dié 448
- Total	2937

### Un dispositif attractif
Le contrat de transition professionnelle constitue un dispositif attractif pour les salariés licenciés pour motif économique, puisque plus de 77,4 % des salariés auxquels il a été proposé ont accepté d’adhérer à ce dispositif.
Ce taux d’acceptation est relativement homogène d’un bassin d’emploi à l’autre. 

### Des premiers résultats intéressants en termes de reclassement
Depuis la fin du mois de mai dernier, les premières cohortes mensuelles entrées dans le dispositif arrivent au terme de leur accompagnement. Nous disposons depuis de 10 cohortes sorties, soit plus de 1410 bénéficiaires qui sont arrivés au terme de leur accompagnement de 12 mois. 
On observe que pour ces cohortes 61,4 % de ces bénéficiaires ont retrouvé un emploi en CDI, CDD de 6 mois et plus, CTT de 6 mois et plus ou ont créé ou repris une entreprise au bout des 12 mois. 
Ce taux de reclassement est toutefois relativement variable d’un bassin d’emploi à l’autre, sans qu’une corrélation très nette puisse être établie entre ce taux de reclassement et la situation du bassin d’emploi. 
Taux de retour à l’emploi durable à 12 mois
- Charleville-Mézières 59 %
- Montbéliard 69,5 %
- Morlaix	67,1 %
- Saint-Dié 48,4 %
- Toulon	51,7 %
- Valenciennes	67,5 %
- Vitré	76,3 0 %
- Tous sites 61,4 %

### Le contrat de transition professionnelle
Le contrat de transition professionnelle est un parcours d’accompagnement permettant d’alterner des périodes de travail et de formation, au service de la reconversion des salariés
L’accompagnement dans l’emploi des bénéficiaires du CTP permet d’alterner des périodes de travail et des actions de formation longue pour une part importante d’entre eux. 
Ainsi, près d’un tiers des bénéficiaires du CTP a pu effectuer une période de travail au cours de leur CTP et, pour bon nombre d’entre eux, ces périodes de travail ont représenté plus de 3 mois cumulés sur la durée du CTP.  
Plus de la moitié des adhérents au CTP bénéficient au cours de leur accompagnement d’une action de formation de plus de 36 heures, leur permettant pour la plupart d’acquérir de nouvelles compétences et leur permettant de changer de métier. Dans le cas de la CRP, on estime que ce sont 25 % des bénéficiaires qui accèdent à la formation professionnelle en cours d'accompagnement. Ce chiffre est de 12 % pour les demandeurs d'emploi indemnisés par le régime d'assurance chômage et de 8 % en moyenne pour les demandeurs d'emploi.   
À l’issue du CTP, 43,6 % des bénéficiaires du CTP reclassés ont changé de métier. La densité en termes d’actions de formation du CTP y contribue probablement pour une large part.

## Sources bibliographiques
Rapport de l'IGAS d'évaluation à mi-parcours de l'expérimentation du contrat de transition professionnelle 
http://lesrapports.ladocumentationfrancaise.fr/BRP/074000607/0000.pdf